# جزیره آران
جزیره آران 
(به گیلیک اسکاتلندی: Isle o Arran) یا آران یک جزیره در غرب اسکاتلند است. این جزیره، بزرگترین جزیره در خور کلاید و هفتمین جزیره از لحاظ وسعت در اسکاتلند است. وسعت این جزیره، ۴۳۲ کیلومتر مربع است. در سرشماری سال ۲۰۱۱، جمعیت این شهر ۴۶۲۹ نفر اعلام شد.
اگر چه از نظر فرهنگی و فیزیکی مشابه هبریدها است، اما از آن‌ها توسط شبه‌جزیره کینتایر جدا شده‌است.
این جزیره معمولاً با عنوان «اسکاتلند در مدل کوچک» به مناطق کوهستانی و کوهستانی تقسیم می‌شود و به عنوان «بهشت زمین شناسان» توصیف شده‌است.

## ریشه نام
از عصر آهن تاکنون بیشتر جزایر اسکاتلند به‌طور پی در پی توسط سخنرانان حداقل چهار زبان اشغال شده‌اند. در نتیجه بسیاری از نام‌های این جزایر بیش از یک معنی ممکن دارند؛ بنابراین آران از این جهت که استنباط نام بسیار واضح نیست غیر معمول نیست.
Mac an Tàilleir اظهار داشت که گفته می‌شود نام ایرلند با نام Aran ارتباطی ندارد. به‌طور غیرمعمول برای یک جزیره اسکاتلند، هاسول-اسمیت و ویلیام کوک مکنزی یک مشتق بریونتیک و معنای «مکان مرتفع» (cf Middle Welsh aran) را ارائه می‌دهند که حداقل با جغرافیا مطابقت دارد - Arran به‌طور قابل توجهی بالاتر از تمام سرزمینی که بلافاصله آن را در امتداد ساحل خور کلاید احاطه کرده‌است.
هر نام محلی دیگری از Brythonic که ممکن است وجود داشته باشد، به احتمال زیاد بعداً جایگزین Arran شد زیرا زبان گیلهای گویدلیک از ایرلند، از طریق پادشاهی مجاور آنها Dál Riata گسترش یافتند.

## آب‌وهوا
نفوذ اقیانوس اطلس باعث ایجاد آب و هوای معتدل اقیانوسی می‌شود. دما به‌طور کلی خنک است و در ژانویه به‌طور متوسط حدود ۶ درجه سانتیگراد (۴۳ درجه فارنهایت) و در ژوئیه ۱۶ درجه سانتیگراد (۶۱ درجه فارنهایت) است.بلندترین این تپه‌ها، تپه Goat Fell با ۸۷۳٫۵ متر (۲٬۸۶۶ فوت) است.

### روستاها
آران دارای چندین روستا، عمدتاً در اطراف خط ساحلی است. برودیک(به زبان نورس: «خلیج وسیع») محل ترمینال کشتی، چندین هتل و اکثر مغازه‌ها است. قلعه برودیک محل استقرار دوکهای همیلتون است. با این وجود «لاملش» بزرگترین روستای جزیره است و در سال ۲۰۰۱، ۱۰۱۰ نفر جمعیت داشت در حالیکه برای برودیک ۶۲۱ نفر جمعیت داشت.
از روستاهای دیگر می‌توان به لاکرانزا و Catacol در شمال، Corrie در شمال شرقی، Blackwaterfoot و Kilmory در جنوب غربی، Kildonan در جنوب و Whiting Bay در جنوب شرقی اشاره کرد.

### جزایر اطراف
آران دارای سه جزیره ماهواره ای کوچکتر است: جزیره مقدس در شرق مقابل لاملاش قرار دارد، Pladda در ساحل جنوبی آران واقع شده‌است و جزیره کوچک Hamilton نیز ۱٫۲ کیلومتری شمال جزیره مقدس واقع شده‌است. Eilean na h-Àirde Bàine در جنوب غربی Arran در Corriecravie یک تیرانداز است که در جزر و مد به Arran متصل می‌شود.
از دیگر جزایر خور کلاید می‌توان به Bute , Great Cumbrae و Inchmarnock اشاره کرد.